# Repujado de la plata

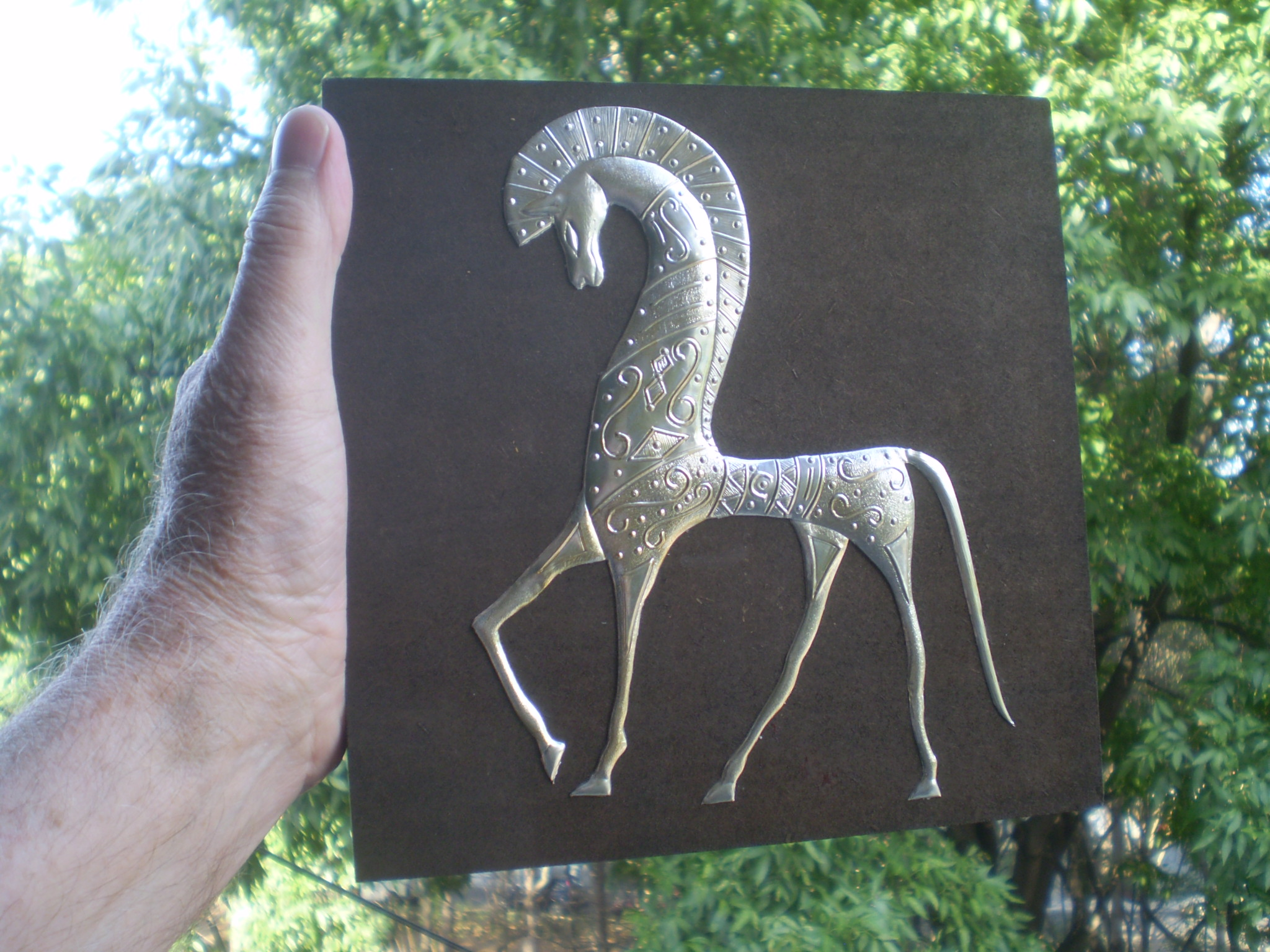
Repujado en lámina de estaño - "Caballo griego" al estilo del período geométrico, por el artista mexicano Manolo Vega, 2011

El repujado de la plata es una técnica de trabajo de este metal, que luego de emplearse en el Imperio inca, se siguió desarrollando en la época del Virreinato del Perú, y que consiste en obtener efectos de relieve golpeando por el reverso de la superficie, de modo que se levanten protuberancias cuyos perfiles se completan luego por el lado exterior, afinándolas con un instrumento llamado cincel.
La misma técnica se aplica en láminas de otros metales como cobre, estaño, latón, etc.
Este tipo de trabajo de la plata se sigue llevando a cabo en el Perú.